# Итальянское завоевание Эритреи
Итальянское завоевание Эритреи (ит. Guerra d'Eritrea) — колониальная военная кампания, проводившаяся итальянскими войсками в 1887–1895 гг., хотя фактически начавшаяся ещё в начале 1880-х годов, в результате которой была завоёвана территория современной Эритреи в Восточной Африке. В итальянской историографии к понятию «Эритрейская война» относятся также сражения итальянских колониальных войск с армиями Эфиопской империи (Абиссинии) и махдистского Судана. Эта кампания считается первой колониальной войной Италии.

## Ход войны

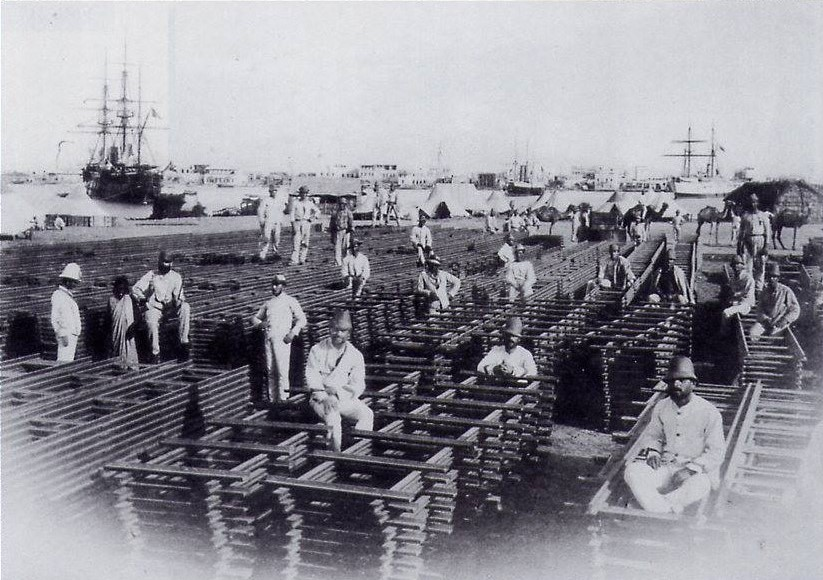
Порт Массауа в 1886 г.

Первой военной операцией кампании стала оккупация формально контролировавшегося тогда Египетским хедиватом порта Массауа в феврале 1885 года итальянским отрядом из 800 человек под командованием полковника Танкреди Салетта. Через несколько месяцев после этого итальянцами было оккупировано всё побережье до Асэба и Саати и началось их продвижение во внутренние области современной Эритреи, часть которых формально находилась под контролем Абиссинии, часть — в сфере влияния махдистов из Судана.

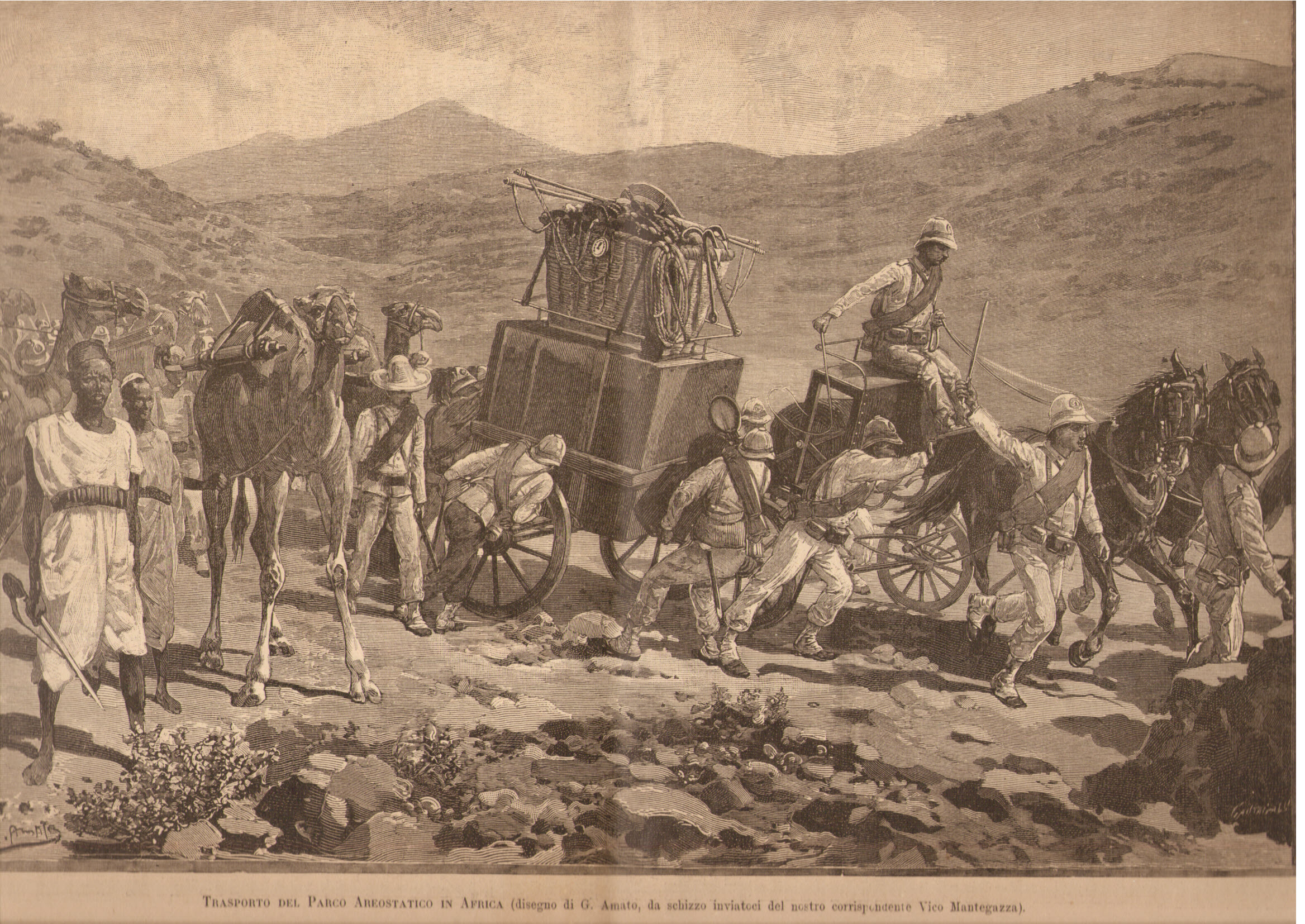
Марш итальянских войск в Эритрее

25 января 1887 года эфиопские войска осадили эритрейский город Саати, однако итальянцы успешно выдержали осаду, хотя почти сразу же после этого потерпели от эфиопов чувствительное поражение в сражении при Догали и были вынуждены сами уйти из Саати. Эти неудачи, однако, не остановили хода кампании, и уже в октябре 1887 года колониальная армия численностью в 20 000 человек, прибывшая из Италии, начала новое наступление на эритрейские территории под командованием генерала Алессандро Сан-Марцано. 1 февраля 1888 года Сан-Марцано вновь взял Саати, существенно укрепив городские фортификации, но вскоре передав командование армией генералу Антонио Балдиссере, который, в частности, стал активно привлекать к службе в итальянских войсках местное чернокожее население, сформировав четыре батальона аскари, которыми руководили итальянские офицеры. Балдиссера вёл боевые действия в основном против абиссинской армии, которая была ослаблена войной с махдистами; в итоге 26 июля 1889 года итальянцы почти без боя заняли Керен, а 3 августа — Асмэру, но уже 8 августа потерпели сокрушительное поражение под Саганейти от ударивших им в тыл эритрейских повстанцев. 2 мая 1889 года, тем не менее, итальянскому правительству удалось заключить с абиссинским негусом Менеликом II Уччальский договор, который признавал итальянское господство в Эритрее и, в итальянской (но не абиссинской) интерпретации договора, устанавливал над Абиссинией протекторат Италии. В 1890 году Эритрея была официально объявлена итальянской колонией.

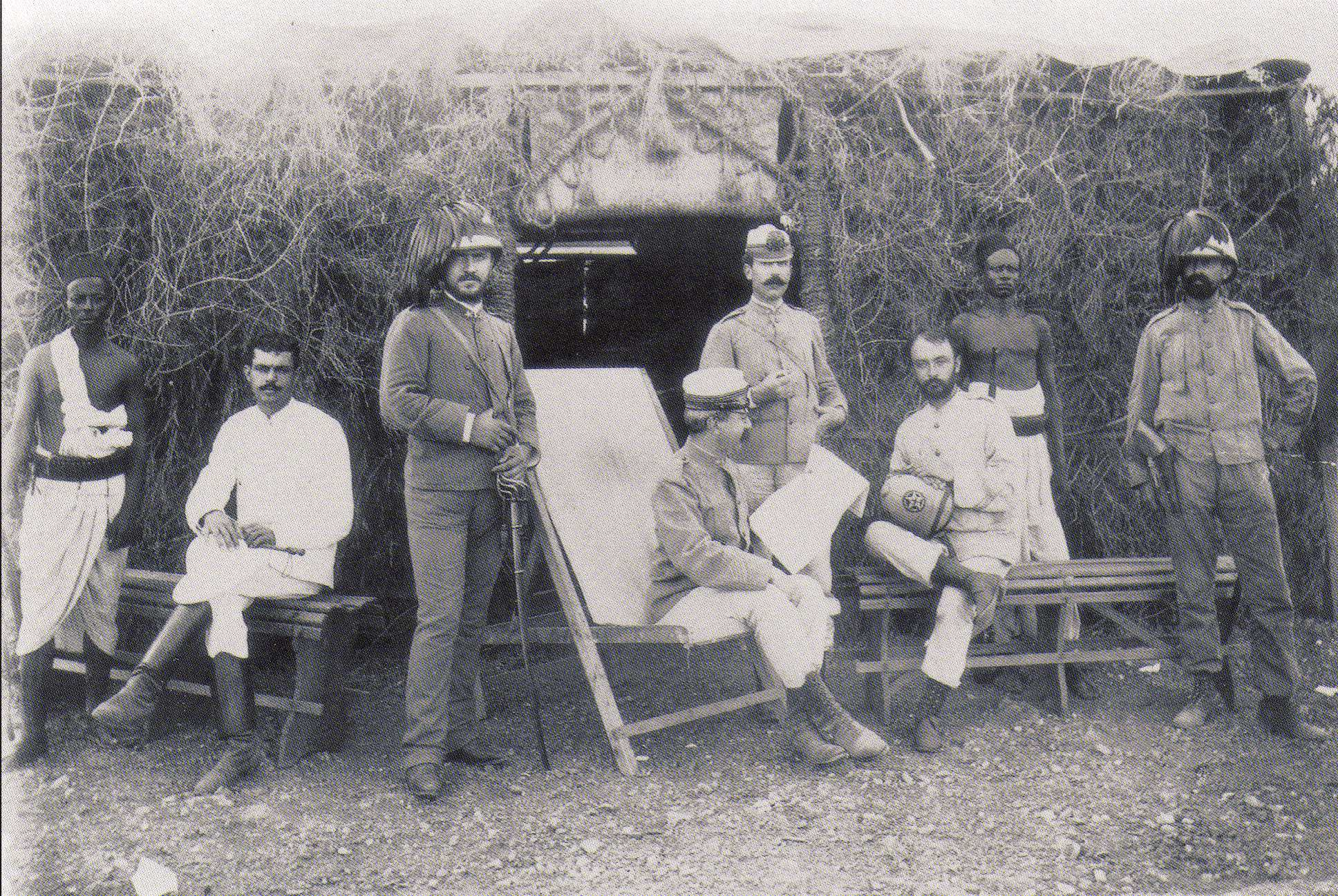
Баратьери со своим штабом

С конца июня 1890 года начались стычки итальянских войск в Эритрее с суданскими махдистами, которые пытались пробиться к Красному морю, отступая перед занимавшей Судан британской армией. Крупнейшими сражениями этого этапа войны стали первая битва под Агордатом (27 июня 1890 года), битва при Серобети (16 июня 1892 года) и вторая битва под Агордатом (21 декабря 1893 года). Все эти сражения были выиграны итальянцами, особенно впечатляющей была победа в декабре 1893 года, которую одержали всего 2200 солдат, большинство из которых было местными аскари. Эти успехи привели к тому, что в 1894 году итальянские колониальные войска вторглись на территорию непосредственно махдистского Судана и 16 июля, возглавляемые Оресте Баратьери, разгромили махдистов у Кассалы, заняв город. Итальянцы удерживали Кассалу до 1897 года, в том числе выдержав в феврале-марте 1896 года несколько осад, устроенных махдистами, воспользовавшимися занятостью большей части итальянской колониальной армии на фронтах войны с Эфиопией; в 1897 году Кассала была уступлена итальянцами британцам, которые к тому моменту уже завоевали большую часть махдистского Судана.
Завоевание территории Тыгре, основной внутренней части Эритреи, было начато в 1895 году, после того как в декабре 1894 года племена области Аччеле-Гузаи, подстрекаемые эфиопским военачальником расом Мангасцией (который был одновременно формальным правителем многих местных территорий и в значительной степени не только не зависел, но и противостоял Менелику II), подняли восстание против итальянцев под руководством Баты Агоса и осадили город Балаи, но уже 18 декабря были разгромлены майором Пьетро Тоцелли. 12 января 1895 года итальянцы разбили армию раса Мангасции в битве при Коатите, а спустя два дня нанесли ей поражение у Сенафе; эфиопы также не смогли контратаковать у Адиграта, который был занят войсками под командованием Баратьери 25—26 марта; за этим последовали взятие Мекеле и Аксума, и к апрелю 1895 года большая часть Тыгре была оккупирована итальянцами. Мангасция отошёл к Дебра-Айле, пытаясь перегруппироваться, но вскоре большая часть его войск покинула город, оставив там только небольшой гарнизон, который был легко разбит итальянцами 9 октября, а 13 октября Тоцелли без боя занял Амба-Алагу. После этого итальянцы остановились на достигнутых рубежах, а Мангасция из врага Менелика II превратился в его союзника; вскоре началась Первая итало-абиссинская война.